# مار (فیلم ۲۰۰۶)
مار (به انگلیسی: The Serpent) فیلمی محصول سال ۲۰۰۶ و به کارگردانی اریک باربیر است. در این فیلم بازیگرانی همچون ایوان آتال، کلوویس کرنیاک، مینا هاپکایلا، پیر ریشار، سیمون آبکاریان، اولگا کوریلنکو و جان کلود بویلون ایفای نقش کرده‌اند.